# Izayuke Wakataka Gundan 2007
Singles de AAA
Black and White
(2006) Get Chu! / SHE no Jijitsu
(2007)
Izayuke Wakataka Gundan 2007 est un single du groupe AAA sorti sous le label Avex Trax le 21 mars 2007 au Japon. Il est sorti sous le nom Fukuoka SoftBank Hawks with AAA. Il atteint la 33e place du classement de l'Oricon. Il se vend à 4 368 exemplaires la première semaine et reste classé 4 semaines, pour un total de 6 570 exemplaires vendus.
Izayuke Wakataka Gundan 2007 est présente sur la compilation Attack All Around.

## Liste des titres
| 1. | Izayuke Wakataka Gundan 2007 (いざゆけ若鷹軍団2007)                | 4:43 |
| 2. | Izayuke Wakataka Gundan 2007 (Instrumental) (いざゆけ若鷹軍団2007) | 4:38 |

| 1. | Izayuke Wakataka Gundan 2007 (いざゆけ若鷹軍団2007) |  |